# Алиса (албум из 1985)
Алиса је први албум истоимене поп и рок југословенске и српске музичке групе. Објављен је 1985. године под окриљем Југодиск-а, на винилу и аудио касети. На албуму се налази осам песама, а највећу пажњу публике привукла је песма Сања.

## Песме
| Бр. | Назив песме           | Трајање |
| --- | --------------------- | ------- |
| 1.  | Сања                  | 04:08   |
| 2.  | Луди Иван             | 03:25   |
| 3.  | Војсковођа            | 03:51   |
| 4.  | Микада                | 04:27   |
| 5.  | Тања                  | 03:20   |
| 6.  | Ти разумеш све        | 04:04   |
| 7.  | Господар земље чудеса | 03:27   |
| 8.  | 365                   | 02:55   |

### Информације
- Аранжман: Мирослав Живановић
- Бас: Дејан Шкопеља
- Дизајн: Југослав Влаховић
- Бубњеви, перкусије: Предраг Цветковић
- Гитара: Зоран Јанчевски
- Флаута, саксофон: Саша Гнус
- Клавијатуре: Александар Кићановић
- Текст, композиција: Јован Стојиљковић
- Продуцент: Рајко Остојић
- Вокал: Мирослав Живановић